# Игры с огнём
«Игры с огнём» (англ. Playing with Fire) — американский комедийный семейный фильм 2019 года, режиссёра Энди Фикмена. В США фильм вышел 8 ноября 2019 года. В России фильм вышел 6 февраля 2020 года..

## Сюжет
Действие фильма происходит в новогодние каникулы. Группе отважных пожарных выпала нелёгкая задача: взять под своё крыло троих ребят, оставшихся без родителей и которых органы опеки хотят разделить…

## В ролях
| Актёр               | Роль                  |
| ------------------- | --------------------- |
| Джон Сина           | Джейк Карсон          |
| Киган-Майкл Кей     | Марк Роджерс          |
| Джон Легуизамо      | Родриго Торрес        |
| Брианна Хильдебранд | Бринн                 |
| Деннис Хэйсберт     | Командир Ричардс      |
| Джуди Грир          | доктор Эми Хикс       |
| Кристиан Конвери    | Уилл                  |
| Курт Лонг           | напуганный папа       |
| Джессика Гарсиа     | напуганная мама       |
| Финли Роуз Слейтер  | Зои                   |
| Тайлер Мэйн         | Топор                 |
| Дэниел Кадмор       | Пожарный десантник #1 |
| Томми Юроуп         | Пожарный десантник #2 |
| Крис Уэбб           | Пожарный десантник #3 |
| Брэд Келли          | Пожарный десантник #4 |